# NGC 2076
NGC 2076 (другие обозначения — MCG -3-15-12, IRAS05445-1648, PGC 17804) — галактика в созвездии Заяц.
Этот объект входит в число перечисленных в оригинальной редакции «Нового общего каталога».
В галактике вспыхнула сверхновая SN 2003hx типа Ia, её пиковая видимая звездная величина составила 14,3.